# Baranica (wzniesienie)
Baranica – wzniesienie o wysokości 45 m n.p.m. na Równinie Gryfickiej, położone w woj. zachodniopomorskim, w powiecie gryfickim, w gminie Brojce, ok. 0,6 km na północ od wsi Dargosław.
Nazwę Baranica wprowadzono urzędowo rozporządzeniem w 1949 roku, zastępując poprzednią niemiecką nazwę Schaaff Berg.